# 布洛斯维尔
布洛斯维尔（法語：Blosseville，法語發音：[blɔsvil]）是法国滨海塞纳省的一个市镇，属于迪耶普区。

## 地理
布洛斯维尔（49°51'14"N, 0°47'46"E）面积6.96 平方千米，位于法国诺曼底大区滨海塞纳省，该省份为法国北部沿海省份，其西部及北部濒大西洋英吉利海峡，东起顺时针与索姆省、瓦兹省、厄尔省和卡爾瓦多斯省接壤。
与布洛斯维尔接壤的市镇（或旧市镇、城区）包括：昂然、滨海索特维尔、沃勒莱罗斯。

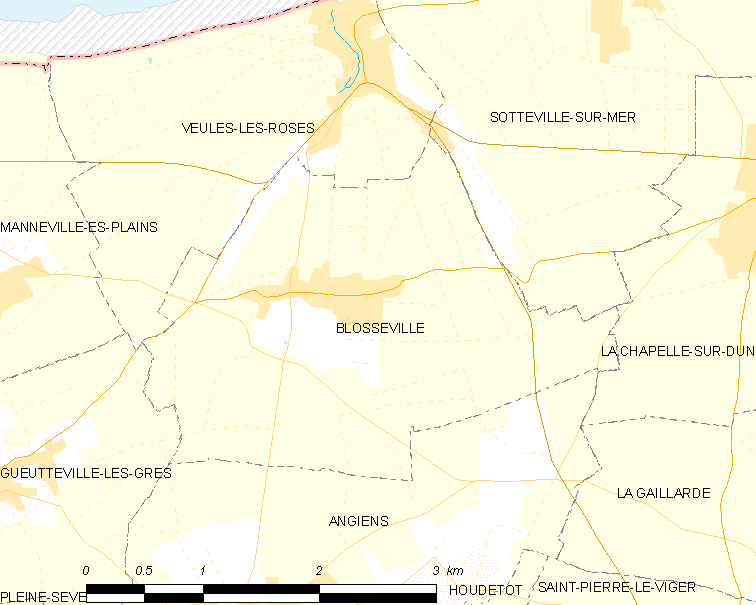
布洛斯维尔的OSM定位图

布洛斯维尔的时区为UTC+01:00、UTC+02:00（夏令时）。

## 行政
布洛斯维尔的邮政编码为76460，INSEE市镇编码为76104。

## 政治
布洛斯维尔所属的省级选区为科地区圣瓦勒里县。

## 人口

1962-2008年间布洛斯维尔人口变化图示

布洛斯维尔于2022年1月1日时的人口数量为257人。